# Anton Coutelle
Anton Coutelle (geboren am 27. Juli 1777 in Duisburg; gestorben nach 1829) war ein preußischer Kreissekretär und 1827/1828 auftragsweise Landrat des Kreises Duisburg.

## Leben
Coutelle war seit Errichtung des Kreises Dinslaken im Jahre 1816 zunächst dort Kreissekretär unter Landrat Julius Heinrich von Buggenhagen. Er verblieb auch 1823 in dieser Stellung, als der Kreis Dinslaken mit dem Kreis Essen zum Kreis Duisburg vereinigt wurde. Nach dem Tod Buggenhagens versah Coutelle vom 20. November 1827 bis zum 1. August 1828 auftragsweise die Verwaltung des Kreises Duisburg. 1829 trat er in den Ruhestand.